# Romulus și Remus (film)
Romulus și Remus (în italiană Romolo e Remo) este un film italiano-francez din 1961 regizat de Sergio Corbucci.

## Rezumat
Doi frați gemeni se revoltă împotriva tiraniei din Italia pre-romană și apoi aceștia își conduc oamenii spre întemeierea unui nou oraș.

## Distribuție
- Steve Reeves – Romulus
- Gordon Scott – Remus
- Franco Volpi – Amulias
- Virna Lisi – Julia
- Andrea Bosic – Faustalus
- Laura Solari – Rea Silvia
- Massimo Girroti – Tasius Nemulias
- Jacques Sernas – Cursias
- Ornella Vanoni – Tarpea
- Piero Lulli – Sulpicius